# Mercedes-Benz Welt
Mercedes-Benz Welt – muzeum historii motoryzacji marki Mercedes-Benz otwarte 19 maja 2006 roku.

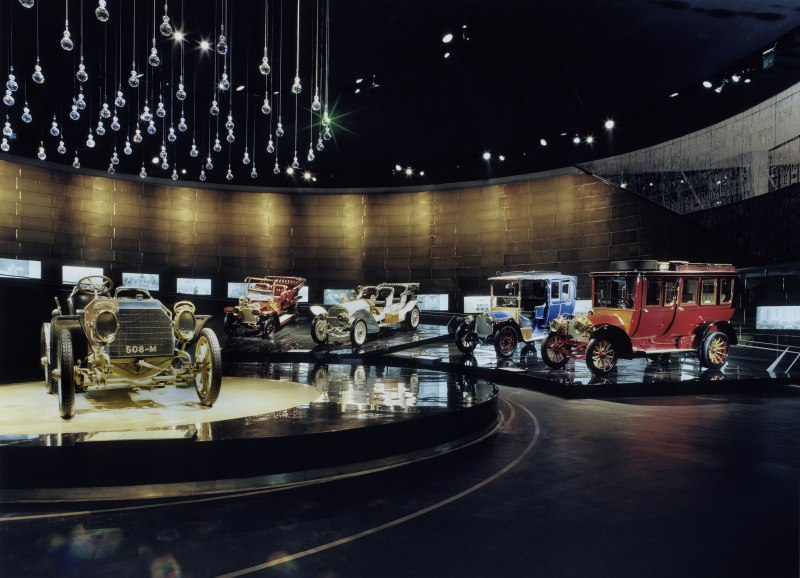
Wnętrze Muzeum

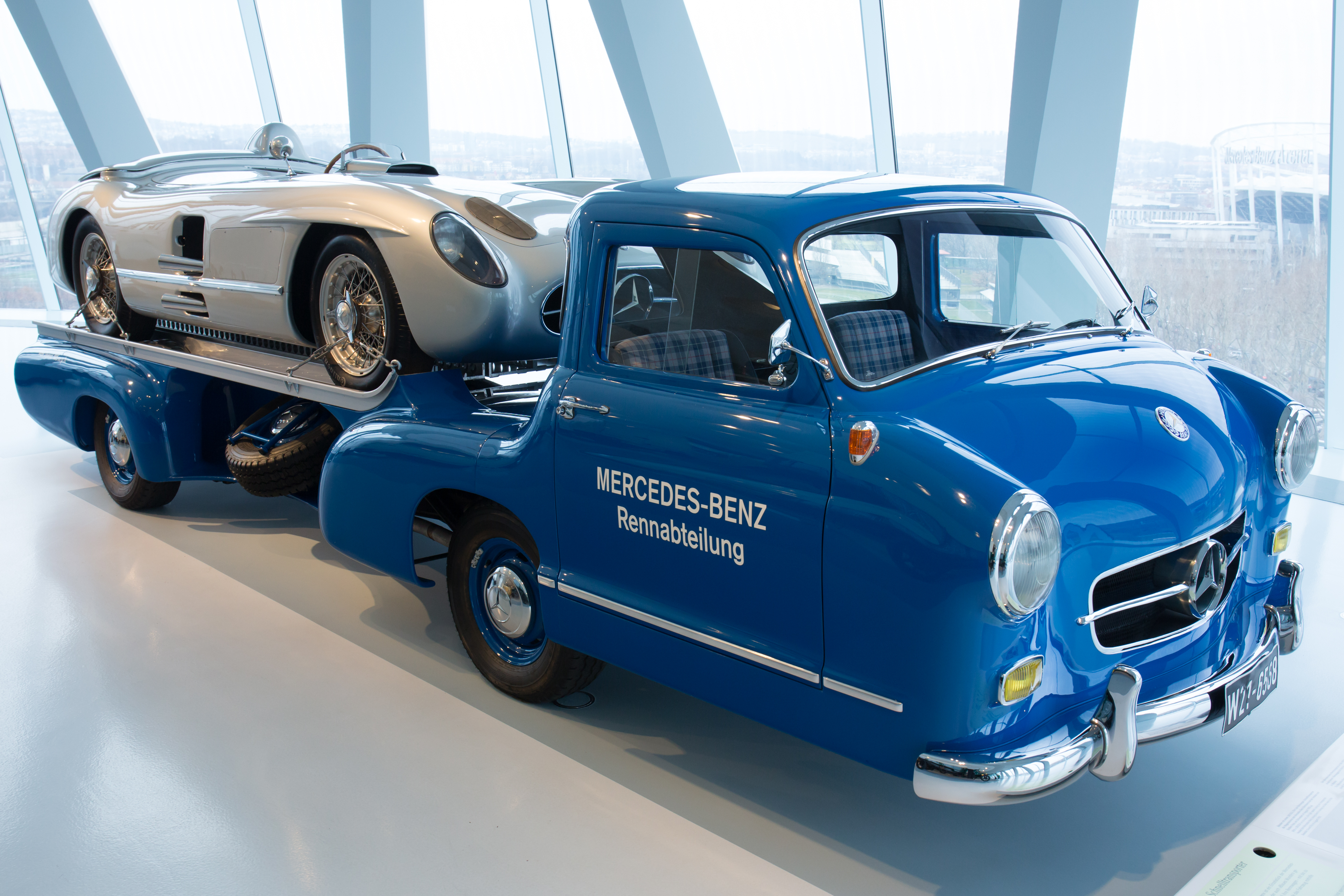
Replika Mercedesa Rennwagen-Schnelltransporter "Blaues Wunder" z 1955 roku z modelem 300 SLR z 1955 roku

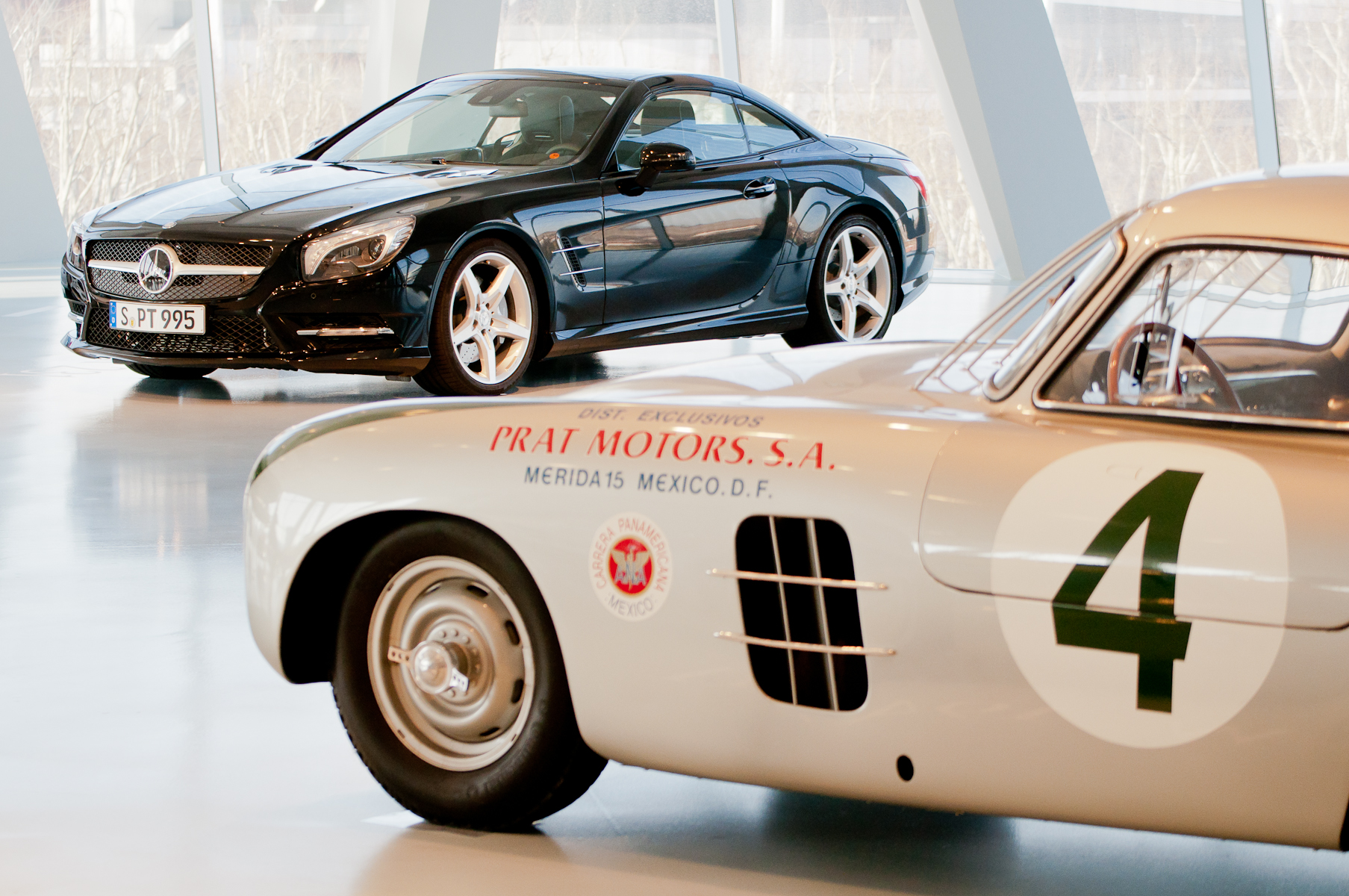
Mercedes-Benz R231

Kompleks muzeum wyposażony w restaurację oraz sklep z pamiątkami i centrum sprzedaży został zaprojektowany przez Holendra Bena van Berkela. Budynek o wysokości 47,5 m liczy 9 kondygnacji i 16,500 m² powierzchni wystawienniczej oraz sąsiaduje z fabryką marki, winnicą oraz stadionem.

## Eksponaty
Ponad 1500 eksponatów (w tym 160 pojazdów) ustawionych jest na dwóch szlakach, które poświęcone są 125-letniej historii marki. W Muzeum znajdują się m.in. modele używane przez najważniejsze osobistości na świecie (m.in. papamobile Jana Pawła II).
Eksponaty:
- Maybach 57
- Maybach 62
- Mercedes-Benz 260D z 1936 roku
- Mercedes-Benz 300 SL
- Mercedes-Benz 300 SLR Uhlenhaut-Coupe z 1955 roku
- Mercedes-Benz 500K
- Mercedes-Benz 540K
- Mercedes-Benz 600 używany przez królową Elżbietę II
- Mercedes-Benz 770 z 1935 roku kupiony przez cesarza Japonii Hirohito
- Mercedes-Benz Actros
- Mercedes-Benz C111
- Mercedes-Benz LP333
- Mercedes-Benz R231
- Mercedes-Benz Simplex z 1902 roku
- Mercedes-Benz SLR McLaren
- Mercedes-Benz W212
- Mercedes-Benz W460 z 1979 roku używany przez papieża Jana Pawła II
- „Otto” – Mercedes-Benz 300GD, w którym Gunther Holtorf odbył podróż dookoła świata[2]

## Zwiedzanie
Muzeum zwiedzać można od wtorku do niedzieli w godzinach od 9.00 do 18.00. Oferowane jest m.in. zwiedzanie z elektronicznym przewodnikiem.